# Mossala sund
Mossala sund är ett sund i Finland. Det ligger i Houtskär i landskapet Egentliga Finland, i den sydvästra delen av landet, 190 km väster om huvudstaden Helsingfors.
Mossala sund ligger mellan Mossala i norr och Björkö i söder. Sundet ansluter till Västerfjärden vid Lillbjonholm i väster och till Österfjärden vid Ekeholm i öster.